# Haiku

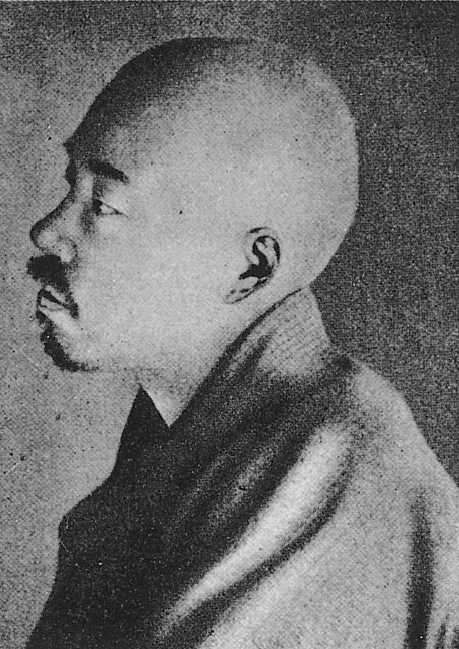
Poeten Masaoka Shiki som myntade begreppet haiku.

Haiku (japanska: 俳句) är en ursprungligen japansk kortdikt, eller versmått, typiskt bestående av 17 mora rytmiskt uppdelade på tre enheter om 5, 7 och 5 mora. Haiku i svensk plural är enligt svensk facklitteratur också haiku (se litteraturlistan nedan) och på exempelvis dagspressens kultursidor samt i svenska litteraturvetenskapliga verk används haikudikter.[källa behövs] Språkvårdande organ rekommenderar haikuer eller haikudikter.
En mora motsvarar inte den i många språk vanliga rytmbärande enheten stavelse, utan är den minsta betydelsebärande ljudenheten; en stavelse kan så bestå av en, två eller ibland tre mora. Ibland kallas mora i haiku-sammanhang oegentligt även "onji" eller "jion". På andra språk än japanska, är det dock oftast antalet stavelser som räknas, och medan en japansk haiku gärna skrivs i en enda rad, delas den på andra språk oftast upp i tre rader.

## Historia
Diktformen är en vidareutveckling av hokku, som är inledningsfrasen i klassisk japansk länkad poesi, renga, "länkade sånger/dikter", numera oftast kallad renku, "länkad dikt". Som en reaktion mot alltför många och strikta regler inom rengan uppstod haikai-no-renga, (ung.) "humoristisk renga" på 1400-talet. Den humoristiska länkade poesin drabbades sedan själv av ett komplicerat regelverk. Den inledande versen i den länkade poesin var också ett slags hälsning till den som stod som värd för en poesi-session, där oftast ett antal poeter deltog och turades om att länka nya verser till den gemensamma dikten. Den innehöll nödvändigtvis en referens till en årstid och de följande verserna styrdes därefter av ett etablerat mönster baserat för årstider, månens introduktion och referenser till blommor, etc.

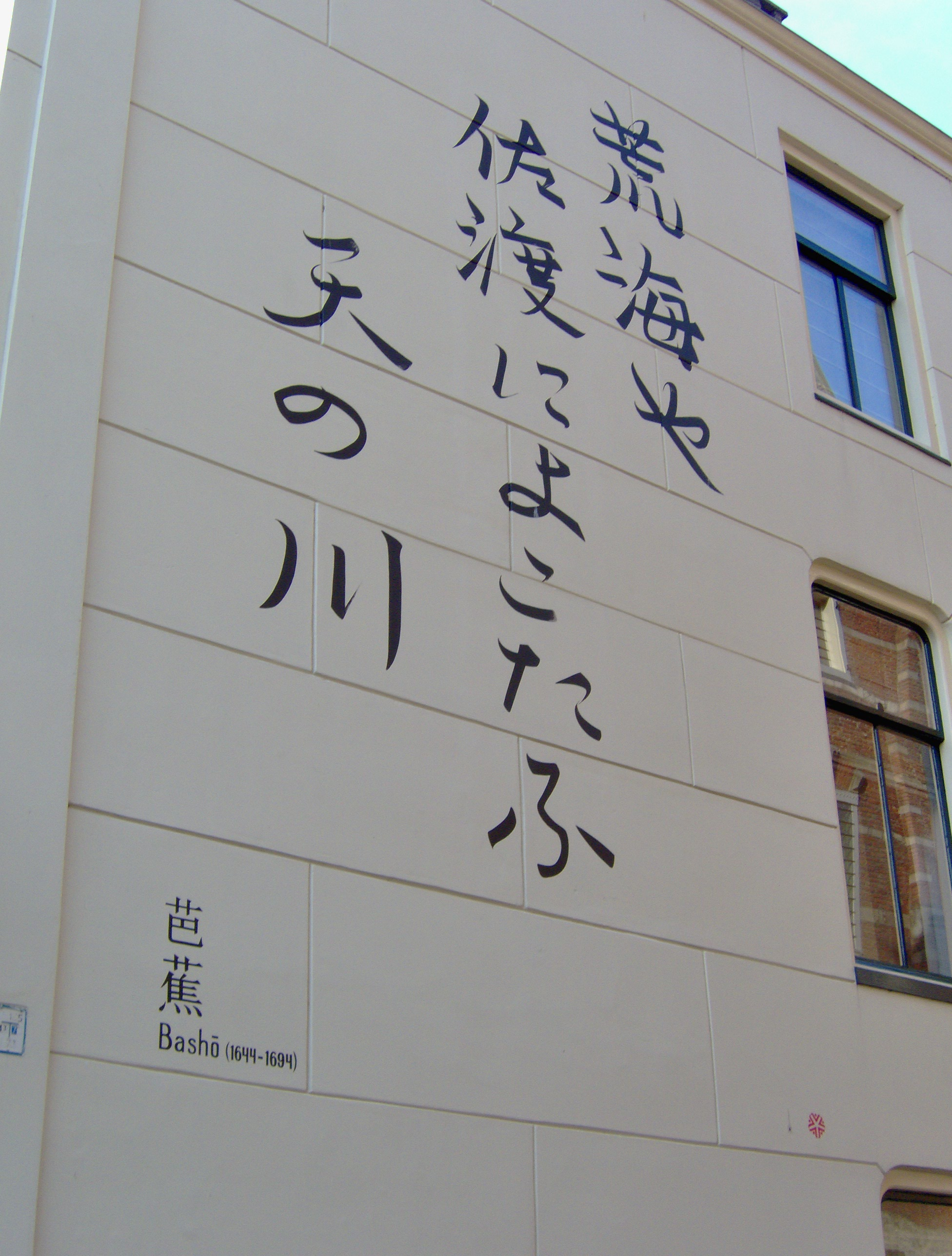
Bashos dikt Araumiya (Ett rasande hav) som väggdikt i den holländska staden Leiden.

På 1600-talet blev hokku-diktningen i sig särskilt populär, mycket tack vare Matsuo Bashō (1644–1694), Japans mest berömde poet alla kategorier. Bashôs dikter citeras fortfarande och betraktas som fristående haiku-dikter, trots att termen i sig inte myntades förrän mot slutet av 1800-talet, av poeten  Masaoka Shiki (1867-1902) och trots att de egentligen alltså var inledningen till en lång rad av länkade dikter. Bashô fastställde 36 verser som en lämplig längd på en länkad diktsekvens.  Masaoka Shiki kritiserade mycket av den tidigare renga-diktningen, som han ansåg hade förlorat själva poesin. En haiku skulle, ansåg han, förutom att ha poetisk kvalitet också vara en form av shasei, en nedteckning av det poeten verkligen kunde iaktta.  

## Haikuns form
En japansk haiku innehåller normalt 17 mora, de minsta betydelsebärande ljudenheterna. I princip motsvarar de skrivtecken i något av de japanska fonetiska alfabeten hiragana och katakana. En mora är oftast kortare än en västerländsk stavelse – exempelvis innehåller det japanska uttalet av ”Stockholm” (ストックホルム, su-to-k-ku-ho-ru-mu) sju teckenljud, men endast två slutna stavelser i svensk translitteration, Stock-holm. De 17 teckenljuden delas i den traditionella haikun upp i tre delar om 5-7-5, vilket då haikudiktningen blev populär i väst, vanligtvis ledde till att haikupoeter där skrev dikter uppdelade i tre rader med 5-7-5 stavelser. Dessa blev då längre än den komprimerade japanska haikun. Idag har det blivit allt vanligare i väst att frångå stavelseräkningen och skriva kortare haikudikter på tre rader. Det finns också haikudikter på två rader, ibland till och med på en rad, men om det blir fler än tre rader, då blir det svårare att acceptera dikten som en haiku.
Det finns numera en uppsjö av haikudefinitioner, men den viktigaste komponenten i en haiku är årstidsangivelsen, på japanska kallad kigo, "årstidsuttryck". Det finns visserligen haikudikter som saknar kigo, men de allra flesta indikerar på något sätt om det är vår, sommar, höst eller vinter. En "snödroppe" förklarar att det är tidig vår, en "halsduk" att det är höst eller vinter, kortbyxor att det är sommar. Det kan bara finnas ett årstidsuttryck i en haiku. Det går alltså inte att både ha "vantar" och "halsduk". Årstiderna kan förstås också antydas på ett mycket vagt sätt, vilket kan göra att dikten upplevs som mer sofistikerad, men att helt enkelt skriva "kall vinterdag", eller "plötsligt sommarregn", behöver fördenskull inte göra dikten sämre. 
Många poeter introducerar överraskningsmoment i sina haikudikter. De skriver något på en eller två rader, för att sedan på de två följande, eller den tredje, bryta fokus och skriva om något annat. Andra strävar kanske inte efter en överraskningseffekt, men skapar flerdimensionella associationer genom juxtaposition, tankar eller scener som ställs bredvid varandra. Ett par exempel (svensk tolkning från japanskan av Lars Vargö):
| Dagsländan sätter sig på min fingertopp luktar gammal fisk – Kiyosaki Toshio, 1922-1999 | Vårvindar, slottet uppenbarar sig ovanför tallen – Masaoka Shiki, 1867-1902 |